# Граф де Грей

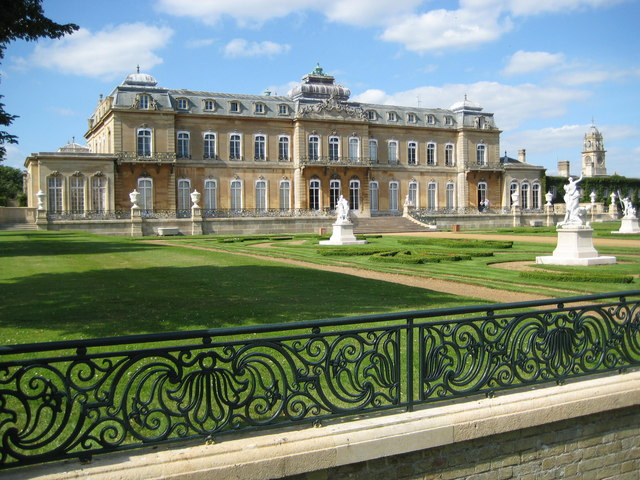
Врест-парк, графство Бедфордшир, родовое имение рода Грей

Граф де Грей (англ. Earl de Grey) из Вреста в графстве Бедфордшир — угасший титул пэра Соединённого королевства. Он был создан 25 октября 1816 года для Эмэйбл Хьюм-Кэмпбелл (1751—1833), вдовствующей леди Полварт и 5-й баронессе Лукас. Из-за отсутствия у неё наследников титул должен был перейти к её младшей сестре Мэри Джемайме Робинсон (1757—1830), вдовствующей баронессе Грэнтем, и её сыновьям. Эмэйбл была старшей дочерью Филиппа Йорка, 2-го графа Хардвика (1720—1790) и Джемаймы Грей, маркизы Грей (1723—1797), старшей дочери Джона Кэмпбелла, 3-го графа Бредалбейна и Холланда и Леди Эмэйбл Грей, старшей дочери Генри Грея, 1-го герцога Кентского.
В 1797 году после смерти её матери Джемаймы Йорк для Эмэйбл Грей был возрожден стиль «де Грей», но титул графа Грей был создан в 1806 году для Чарльза Грея, 1-го барона Грея (1729—1807). Графиня де Грей была вдовой Александра Хьюма-Кэмпбелла, лорда Полварта (1750—1781), старшего сына Хью Хьюма-Кэмпбелла, 3-го графа Марчмонта (1708—1794).
В 1833 году после смерти бездетной Эмэйбл Грей графский титул унаследовал его племянник Томас Робинсон, 3-й барон Грэнтем (1751—1859), который принял фамилию «де Грей». Лорд де Грей был старшим сыном Томаса Робинсона, 2-го барона Грэнтема, и вышеупомянутой Мэри Джемаймы Робинсон (ум. 1830), вдовствующей баронессы Грэнтем, младшей сестры графини де Грей.
В 1859 году после Томаса Грея титул барона Лукаса (который мог передаваться по женской линии) унаследовала его старшая дочь Леди Энн Купер, вдова Джорджа Купера, 6-го графа Купера (1806—1856), а титул графа де Грей (который мог передаваться только по мужской линии) перешел к его племяннику, Джорджу Робинсону, 1-му виконту Годерику (1827—1909), второму сыну бывшего премьер-министра Великобритании Фредерика Джона Робинсона, 1-го виконта Годрика. Лорд Рипон именовал себя «графом де Грей и Рипон». В 1871 году для него был создан титул маркиза Рипона, а титул «граф де Грей» стал носить наследник маркиза. В 1909 году ему наследовал единственный сын Фредерик Робинсон, 2-й маркиз Рипон (1852—1923). В 1923 году после смерти бездетного второго маркиза Рипона титулы маркиза Рипона и графа де Грея пресеклись.

## Графы де Грей (1816)
- 1816—1833: Эмэйбл Хьюм-Кэмпбелл, 1-й графиня де Грей (22 января 1751 — 4 мая 1833), старшая дочь Филиппа Йорка, 2-го графа Хардвика (1720—1790), и Джеймамы Хьюм-Кэмпбелл, маркизы Грей (1723—1797);
- 1833—1859: Томас Филипп де Грей, 2-й граф де Грей, 3-й барон Грэнтем (8 декабря 1781 — 14 ноября 1859), старший сын Томаса Робинсона, 2-го барона Грэнтема (1738—1786) и Мэри Джеймамы Йорк (1757—1830);
- 1859—1909: Джордж Фредерик Сэмюэль Робинсон, 1-й маркиз Рипон, 3-й граф де Грей (24 октября 1827 — 9 июля 1909), второй сын Фредерика Джона Робинсона, 1-го виконта Годрика и 1-го графа Рипона (1782—1859), и Леди Сары Хобарт (1793—1867);
- 1909—1923: Фредерик Оливер Робинсон, 2-й маркиз Рипон, 4-й граф де Грей (29 января 1852 — 22 сентября 1923), единственный сын предыдущего и Генриетты Анны Теодозии Вайнер (1833—1907).